# Sapromyza adriani
Sapromyza adriani är en tvåvingeart som beskrevs av Baez 2000. Sapromyza adriani ingår i släktet Sapromyza och familjen lövflugor. Inga underarter finns listade i Catalogue of Life.